# Transport Fever (серия игр)
Transport Fever — серия видеоигр в жанре экономический симулятор, разработанная Urban Games и изданная Gambitious Digital Entertainment. Первая игра во франшизе была Train Fever, а последняя — Transport Fever 3.

## Игры
| 2014 | Train Fever       |
| 2015 |                   |
| 2016 | Transport Fever   |
| 2017 |                   |
| 2018 |                   |
| 2019 | Transport Fever 2 |

| Игра              | Metacritic |
| ----------------- | ---------- |
| Train Fever       | 67/100     |
| Transport Fever   | 71/100     |
| Transport Fever 2 | 76/100     |

### Train Fever
Train Fever — экономический симулятор от Urban Games. Релиз состоялся 4 сентября 2014 года.

### Transport Fever
Transport Fever — игра в жанре экономического симулятора, разработанная Urban Games и изданная Gambitious Digital Entertainment. Она была выпущена 8 ноября 2016 года.

### Transport Fever 2
Transport Fever 2 является продолжением Transport Fever. Она была выпущена 11 декабря 2019 года.

### Transport Fever 3
21 мая 2025 Urban Games анонсировали Transport Fever 3, выпуск которой на Windows, PlayStation 5 и Xbox Series X/S назначен на 2026 год.